# Komenda Wojewódzka Policji we Wrocławiu
Komenda Wojewódzka Policji we Wrocławiu im. komisarza Józefa Biniasia − jednostka organizacyjna Policji obejmująca swoim zasięgiem terytorium województwa dolnośląskiego, podlegająca bezpośrednio Komendzie Głównej Policji, znajdująca się przy ul. Podwale 31-33 we Wrocławiu. Od 29 grudnia 2023 r. obowiązki komendanta pełni nadinsp. Paweł Półtorzycki.

## Wyposażenie
W kwietniu 2025 roku Komenda Wojewódzka Policji we Wrocławiu otrzymała nowoczesny śmigłowiec Bell-407GXi. Maszyna wspiera działania operacyjne i prewencyjne, m.in. nadzór nad ruchem drogowym, pościgi i akcje ratownicze. Zakup został współfinansowany ze środków Unii Europejskiej.

## Struktura organizacyjna Komendy
Według danych ze strony WWW instytucji.

### Służba Kryminalna
- Wydział Kryminalny,
- Wydział Dochodzeniowo-Śledczy
- Wydział Techniki Operacyjnej
- Wydział Wywiadu Kryminalnego
- Laboratorium Kryminalistyczne
- Wydział do spraw Zwalczania Przestępczości Pseudokibiców
- Wydział do walki z Korupcją
- Wydział do walki z Przestępczością Narkotykową
- Wydział do walki z Przestępczością Gospodarczą
- Wydział do walki z Przestępczością Samochodową
- Wydział Poszukiwań i Identyfikacji Osób

### Służba Prewencyjna
- Wydział Prewencji
- Sztab Policji
- Wydział Ruchu Drogowego
- Wydział Konwojowy
- Wydział Postępowań Administracyjnych

### Służba Wspomagająca
- Wydział Kontroli
- Zespół Prawny
- Wydział Kadr
- Zespół do spraw Ochrony Praw Człowieka
- Wydział Prezydialny
- Sekcja Prasowa
- Sekcja Psychologów
- Jednoosobowe Stanowisko do spraw Audytu Wewnętrznego
- Wydział Finansów
- Zespół do spraw Inwentaryzacji
- Wydział Zaopatrzenia
- Wydział Transportu
- Wydział Inwestycji i Remontów
- Wydział Teleinformatyki
- Sekcja Ochrony Pracy
- Wydział Doboru i Szkolenia
- Wydział Bezpieczeństwa Informacji
- Wydział Zamówień Publicznych i Funduszy Pomocowych

### Oddziały, pododdziały i komisariaty specjalistyczne
- Oddział Prewencji Policji we Wrocławiu
- Samodzielny Pododdział Prewencji Policji w Legnicy
- Samodzielny Pododdział Kontrterrorystyczny Policji we Wrocławiu
- Komisariat Kolejowy
- Komisariat Wodny

### Jednostki podległe
Komendy Miejskie
- Komenda Miejska Policji w Jeleniej Górze
- Komenda Miejska Policji w Legnicy
- Komenda Miejska Policji w Wałbrzychu
- Komenda Miejska Policji we Wrocławiu

#### Komendy Powiatowe
- Komenda Powiatowa Policji w Bolesławcu
- Komenda Powiatowa Policji w Dzierżoniowie
- Komenda Powiatowa Policji w Głogowie
- Komenda Powiatowa Policji w Górze
- Komenda Powiatowa Policji w Jaworze
- Komenda Powiatowa Policji w Kamiennej Górze
- Komenda Powiatowa Policji w Kłodzku
- Komenda Powiatowa Policji w Lubaniu
- Komenda Powiatowa Policji w Lubinie
- Komenda Powiatowa Policji w Lwówku Śląskim
- Komenda Powiatowa Policji w Miliczu
- Komenda Powiatowa Policji w Oleśnicy
- Komenda Powiatowa Policji w Oławie
- Komenda Powiatowa Policji w Polkowicach
- Komenda Powiatowa Policji w Strzelinie
- Komenda Powiatowa Policji w Środzie Śląskiej
- Komenda Powiatowa Policji w Świdnicy
- Komenda Powiatowa Policji w Trzebnicy
- Komenda Powiatowa Policji w Wołowie
- Komenda Powiatowa Policji w Ząbkowicach Śląskich
- Komenda Powiatowa Policji w Zgorzelcu
- Komenda Powiatowa Policji w Złotoryi